# Ministri dell'istruzione della Bulgaria
I ministri dell'istruzione della Bulgaria dal 1879 ad oggi sono i seguenti.

## Lista

### Principato di Bulgaria (1879-1908)
| Ministro                     | Ministro        | Ministro                                  | Partito                                | Governo                   | Mandato           | Mandato           |
| Ministro                     | Ministro        | Ministro                                  | Partito                                | Governo                   | Inizio            | Fine              |
| ---------------------------- | --------------- | ----------------------------------------- | -------------------------------------- | ------------------------- | ----------------- | ----------------- |
| Pubblica istruzione          |                 |                                           |                                        |                           |                   |                   |
|                              |                 | Todor Burmov (1834-1906)                  | Partito Conservatore                   | Burmov                    | 17 luglio 1879    | 7 agosto 1879     |
|                              |                 | Georgi Atanasovič (1821-1892)             | Partito Conservatore                   | Burmov                    | 7 agosto 1879     | 6 dicembre 1879   |
|                              |                 | Vasil Drumev (1841-1901)                  | Partito Conservatore                   | Drumev I                  | 6 dicembre 1879   | 7 aprile 1880     |
|                              |                 | Ivan Gjuzelev (1844-1916)                 | Partito Liberale                       | Cankov I                  | 7 aprile 1880     | 10 dicembre 1880  |
|                              |                 | Petko Slavejkov (1827-1895)               | Partito Liberale                       | Karavelov I               | 10 dicembre 1880  | 29 dicembre 1880  |
|                              |                 | Mihail Sarafov (1854-1924)                | Partito Liberale                       | Karavelov I               | 29 dicembre 1880  | 9 maggio 1881     |
| Ehrnrooth                    | 9 maggio 1881   | Mihail Sarafov (1854-1924)                | Partito Liberale                       | 11 maggio 1881            |                   |                   |
| Ehrnrooth                    |                 |                                           | Konstantin Jireček (1854-1918)         | Indipendente              | 11 maggio 1881    | 13 luglio 1881    |
| Sesto governo della Bulgaria | 13 luglio 1881  | 6 luglio 1882                             | Konstantin Jireček (1854-1918)         | Indipendente              |                   |                   |
|                              |                 | Georgi Teoharov (1837/8-1901)             | Indipendente                           | Sobolev                   | 6 luglio 1882     | 15 marzo 1883     |
|                              |                 | Dimităr Agura (ad interim) (1849-1911)    | Partito Liberale                       | Sobolev                   | 15 marzo 1883     | 19 settembre 1883 |
|                              |                 | Dimităr Mollov (1846-1914)                | Partito Liberale                       | Cankov II                 | 19 settembre 1883 | 14 gennaio 1884   |
| Cankov III                   | 14 gennaio 1884 | Dimităr Mollov (1846-1914)                | Partito Liberale                       | 11 luglio 1984            |                   |                   |
|                              |                 | Rajčo Karolev (1846-1928)                 | Partito Liberale                       | Karavelov II              | 11 luglio 1984    | 21 agosto 1886    |
|                              |                 | Konstantin Veličkov (1855-1907)           | Indipendente                           | Drumev II                 | 21 agosto 1886    | 24 agosto 1886    |
|                              |                 | Todor Ivančov (1858-1906)                 | Partito Liberale                       | Karavelov III             | 24 agosto 1886    | 28 agosto 1886    |
|                              |                 | Georgi Živkov (1844-1899)                 | Partito Liberale Popolare              | Radoslavov I              | 28 agosto 1886    | 7 settembre 1886  |
|                              |                 | Todor Ivančov (1858-1906)                 | Partito Liberale (Radoslavisti)        | Radoslavov I              | 7 settembre 1886  | 12 luglio 1887    |
|                              |                 | Stojan Čomakov (1819-1893)                | Partito Liberale Popolare              | Stoilov I                 | 12 luglio 1887    | 1º settembre 1887 |
|                              |                 | Georgi Živkov (1844-1899)                 | Partito Liberale Popolare              | Stambolov                 | 1º settembre 1887 | 1° dicembre 1893  |
|                              |                 | Stefan Stambolov (ad interim) (1854-1895) | Partito Liberale Popolare              | Stambolov                 | 1° dicembre 1893  | 31 maggio 1894    |
|                              |                 | Vasil Radoslavov (1854-1929)              | Partito Liberale (Radoslavisti)        | Stoilov II                | 31 maggio 1894    | 22 dicembre 1894  |
|                              |                 | Konstantin Veličkov (1855-1907)           | Partito Popolare                       | Stoilov III               | 22 dicembre 1894  | 7 settembre 1897  |
|                              |                 | Ivan Vazov (1850-1921)                    | Partito Popolare                       | Stoilov III               | 7 settembre 1897  | 30 gennaio 1899   |
|                              |                 | Todor Ivančov (1858-1906)                 | Partito Liberale (Radoslavisti)        | Grekov                    | 30 gennaio 1899   | 13 ottobre 1899   |
|                              |                 | Dimităr Vačov (1855-1922)                 | Partito Liberale (Radoslavisti)        | Ivančov I                 | 13 ottobre 1899   | 10 dicembre 1900  |
|                              |                 | Ivan Peev-Plačkov (1864-1942)             | Indipendente                           | Ivančov II                | 10 dicembre 1900  | 21 gennaio 1901   |
| Petrov I                     | 21 gennaio 1901 | Ivan Peev-Plačkov (1864-1942)             | Indipendente                           | 4 marzo 1901              |                   |                   |
|                              |                 | Ivan Slavejkov (ad interim) (1853-1901)   | Partito Democratico                    | Karavelov IV              | 4 marzo 1901      | 7 maggio 1901 †   |
|                              |                 | Petko Karavelov (ad interim) (1843-1903)  | Partito Democratico                    | Karavelov IV              | 8 maggio 1901     | 4 gennaio 1902    |
|                              |                 | Vasil Kănčov (1862-1902)                  | Partito Liberale Progressista          | Danev I                   | 4 gennaio 1902    | 6 febbraio 1902 † |
|                              |                 | Stojan Danev (ad interim) (1858-1949)     | Partito Liberale Progressista          | Danev I                   | 8 febbraio 1902   | 22 marzo 1902     |
|                              |                 | Hristo Todorov (1860-1927)                | Partito Liberale Progressista          | Danev I                   | 22 marzo 1902     | 17 novembre 1902  |
|                              |                 | Aleksandăr Radev (1864-1911)              | Partito Liberale Progressista          | Danev II                  | 17 novembre 1902  | 31 marzo 1903     |
| Danev III                    | 31 marzo 1903   | Aleksandăr Radev (1864-1911)              | Partito Liberale Progressista          | 18 maggio 1903            |                   |                   |
|                              |                 | Ivan Šišmanov (1862-1928)                 | Partito Liberale Popolare              | Petrov II                 | 18 maggio 1903    | 4 novembre 1906   |
| Petkov                       | 4 novembre 1906 | Ivan Šišmanov (1862-1928)                 | Partito Liberale Popolare              | 17 gennaio 1907           |                   |                   |
| Petkov                       |                 |                                           | Lazar Pajakov (ad interim) (1860-1910) | Partito Liberale Popolare | 17 gennaio 1907   | 12 marzo 1907     |
| Stančov                      | 12 marzo 1907   | 16 marzo 1907                             | Lazar Pajakov (ad interim) (1860-1910) | Partito Liberale Popolare |                   |                   |
|                              |                 | Nikola Apostolov (1866-1952)              | Partito Liberale Popolare              | Gudev                     | 16 marzo 1907     | 29 gennaio 1908   |
|                              |                 | Nikola Mušanov (1872-1951)                | Partito Democratico                    | Malinov I                 | 29 gennaio 1908   | 18 settembre 1910 |

### Regno di Bulgaria (1908-1946)
| Ministro            | Ministro          | Ministro                               | Partito                                                   | Governo           | Mandato          | Mandato           |
| Ministro            | Ministro          | Ministro                               | Partito                                                   | Governo           | Inizio           | Fine              |
| ------------------- | ----------------- | -------------------------------------- | --------------------------------------------------------- | ----------------- | ---------------- | ----------------- |
| Pubblica istruzione |                   |                                        |                                                           |                   |                  |                   |
|                     |                   | Vladimir Mollov (1873-1935)            | Partito Democratico                                       | Malinov II        | 16 marzo 1907    | 29 marzo 1911     |
|                     |                   | Stefan Bobčev (1853-1940)              | Partito Popolare                                          | Gešov             | 29 marzo 1911    | 14 ottobre 1912   |
|                     |                   | Ivan Peev-Plačkov (1864-1942)          | Partito Popolare                                          | Gešov             | 14 ottobre 1912  | 14 giugno 1913    |
| Danev IV            | 14 giugno 1913    | Ivan Peev-Plačkov (1864-1942)          | Partito Popolare                                          | 17 luglio 1913    |                  |                   |
|                     |                   | Petăr Pešev (1858-1931)                | Partito Liberale (Radoslavisti)                           | Radoslavov II     | 17 luglio 1913   | 30 dicembre 1913  |
| Radoslavov III      | 30 dicembre 1913  | Petăr Pešev (1858-1931)                | Partito Liberale (Radoslavisti)                           | 21 giugno 1918    |                  |                   |
|                     |                   | Stojan Kosturkov (1866-1949)           | Partito Radicale Democratico                              | Malinov III       | 21 giugno 1918   | 17 ottobre 1918   |
| Malinov IV          | 17 ottobre 1918   | Stojan Kosturkov (1866-1949)           | Partito Radicale Democratico                              | 28 novembre 1918  |                  |                   |
| Teodorov I          | 28 novembre 1918  | Stojan Kosturkov (1866-1949)           | Partito Radicale Democratico                              | 8 maggio 1919     |                  |                   |
| Teodorov II         | 8 maggio 1919     | Stojan Kosturkov (1866-1949)           | Partito Radicale Democratico                              | 6 ottobre 1919    |                  |                   |
|                     |                   | Canko Cerkovski (1869-1926)            | Unione Nazionale Agraria Bulgara                          | Stambolijski I    | 6 ottobre 1919   | 22 maggio 1920    |
|                     |                   | Stojan Omarčevski (1885-1941)          | Unione Nazionale Agraria Bulgara                          | Stambolijski I    | 22 maggio 1920   | 9 febbraio 1923   |
| Stambolijski II     | 9 febbraio 1923   | Stojan Omarčevski (1885-1941)          | Unione Nazionale Agraria Bulgara                          | 9 giugno 1923     |                  |                   |
|                     |                   | Janaki Mollov (ad interim) (1882-1948) | Alleanza Popolare                                         | Cankov I          | 9 giugno 1923    | 10 giugno 1923    |
|                     |                   | Aleksandăr Cankov (1879-1959)          | Alleanza Popolare (1923) Alleanza Democratica (1923-1926) | Cankov I          | 10 giugno 1923   | 22 settembre 1923 |
|                     | Cankov II         | Aleksandăr Cankov (1879-1959)          | Alleanza Popolare (1923) Alleanza Democratica (1923-1926) | 22 settembre 1923 | 4 gennaio 1926   |                   |
|                     |                   | Nikola Najdenov (1880-1939)            | Alleanza Democratica                                      | Ljapčev I         | 4 gennaio 1926   | 12 settembre 1928 |
| Ljapčev II          | 12 settembre 1928 | Nikola Najdenov (1880-1939)            | Alleanza Democratica                                      | 15 maggio 1930    |                  |                   |
|                     |                   | Aleksandăr Cankov (1879-1959)          | Alleanza Democratica                                      | Ljapčev III       | 15 maggio 1930   | 29 giugno 1931    |
|                     |                   | Konstantin Muraviev (1893-1965)        | Unione Nazionale Agraria Bulgara "Vrabča 1"               | Malinov V         | 29 giugno 1931   | 7 settembre 1931  |
| Mušanov I           | 7 settembre 1931  | Konstantin Muraviev (1893-1965)        | Unione Nazionale Agraria Bulgara "Vrabča 1"               | 12 ottobre 1931   |                  |                   |
| Mušanov II          | 12 ottobre 1931   | Konstantin Muraviev (1893-1965)        | Unione Nazionale Agraria Bulgara "Vrabča 1"               | 31 dicembre 1932  |                  |                   |
|                     |                   | Dimităr Gičev (ad interim) (1893-1964) | Unione Nazionale Agraria Bulgara "Vrabča 1"               | Mušanov III       | 31 dicembre 1932 | 19 gennaio 1933   |
|                     |                   | Atanas Bojadžiev (1874-1935)           | Partito Liberale Nazionale                                | Mušanov III       | 19 gennaio 1933  | 19 maggio 1934    |
|                     |                   | Janaki Mollov (1882-1948)              | Alleanza Democratica                                      | Georgiev I        | 19 maggio 1934   | 22 gennaio 1935   |
|                     |                   | Todor Radev (1887-1957)                | Indipendente                                              | Zlatev            | 22 gennaio 1935  | 21 aprile 1935    |
| Tošev               | 21 aprile 1935    | Todor Radev (1887-1957)                | Indipendente                                              | 23 novembre 1935  |                  |                   |
|                     |                   | Mihail Jovov (1886-1951)               | Indipendente                                              | Kjoseivanov I     | 23 novembre 1935 | 4 luglio 1936     |
|                     |                   | Dimităr Mišaikov (1883-1945)           | Indipendente                                              | Kjoseivanov II    | 4 luglio 1936    | 23 ottobre 1936   |
|                     |                   | Nikolaj Nikolajev (1887-1961)          | Indipendente                                              | Kjoseivanov II    | 23 ottobre 1936  | 24 gennaio 1938   |
|                     |                   | Georgi Manev (1884-1965)               | Indipendente                                              | Kjoseivanov II    | 24 gennaio 1938  | 14 novembre 1938  |
| Kjoseivanov III     | 14 novembre 1938  | Georgi Manev (1884-1965)               | Indipendente                                              | 23 ottobre 1939   |                  |                   |
|                     |                   | Bogdan Filov (1883-1945)               | Indipendente                                              | Kjoseivanov IV    | 23 ottobre 1939  | 15 febbraio 1940  |
| Filov I             | 15 febbraio 1940  | Bogdan Filov (1883-1945)               | Indipendente                                              | 11 aprile 1942    |                  |                   |
|                     |                   | Boris Jotsov (1894-1945)               | Indipendente                                              | Filov II          | 11 aprile 1942   | 14 settembre 1943 |
| Božilov             | 14 settembre 1943 | Boris Jotsov (1894-1945)               | Indipendente                                              | 1º giugno 1944    |                  |                   |
|                     |                   | Mihail Arnaudov (1878-1978)            | Indipendente                                              | Bagrjanov         | 1º giugno 1944   | 2 settembre 1944  |
|                     |                   | Boris Pavlov (ad interim) (1894-1952)  | Partito Democratico                                       | Muraviev          | 2 settembre 1944 | 9 settembre 1944  |
|                     |                   | Stančo Čolakov (1900-1981)             | Zveno                                                     | Georgiev II       | 9 settembre 1944 | 2 ottobre 1945    |
|                     |                   | Stojan Kosturkov (1866-1949)           | Partito Radicale Democratico                              | Georgiev II       | 2 ottobre 1945   | 31 marzo 1946     |
| Georgiev III        | 31 marzo 1946     | Stojan Kosturkov (1866-1949)           | Partito Radicale Democratico                              | 23 novembre 1946  |                  |                   |

### Repubblica Popolare di Bulgaria (1946-1990)
| Ministro             | Ministro         | Ministro                     | Partito                    | Governo                   | Mandato           | Mandato           |
| Ministro             | Ministro         | Ministro                     | Partito                    | Governo                   | Inizio            | Fine              |
| -------------------- | ---------------- | ---------------------------- | -------------------------- | ------------------------- | ----------------- | ----------------- |
| Pubblica istruzione  |                  |                              |                            |                           |                   |                   |
|                      |                  | Minčo Nejčev (1887-1956)     | Partito Comunista Bulgaro  | Dimitrov I                | 23 novembre 1946  | 12 dicembre 1947  |
|                      |                  | Kiril Dramaliev (1892-1961)  | Partito Comunista Bulgaro  | Dimitrov II               | 12 dicembre 1947  | 20 luglio 1949    |
| Kolarov I            | 20 luglio 1949   | Kiril Dramaliev (1892-1961)  | Partito Comunista Bulgaro  | 20 gennaio 1950           |                   |                   |
| Kolarov II           | 20 gennaio 1950  | Kiril Dramaliev (1892-1961)  | Partito Comunista Bulgaro  | 4 febbraio 1952           |                   |                   |
| Kolarov II           |                  |                              | Demir Janev (1910-1992)    | Partito Comunista Bulgaro | 4 febbraio 1952   | 20 gennaio 1954   |
| Červenkov            | 20 gennaio 1954  | 18 aprile 1956               | Demir Janev (1910-1992)    | Partito Comunista Bulgaro |                   |                   |
| Jugov I              | 18 aprile 1956   | 15 gennaio 1958              | Demir Janev (1910-1992)    | Partito Comunista Bulgaro |                   |                   |
| Istruzione e cultura |                  |                              |                            |                           |                   |                   |
|                      |                  | Vălko Červenkov (1900-1980)  | Partito Comunista Bulgaro  | Jugov II                  | 15 gennaio 1958   | 25 dicembre 1959  |
|                      |                  | Načo Papazov (1921-1996)     | Partito Comunista Bulgaro  | Jugov II                  | 25 dicembre 1959  | 17 marzo 1962     |
| Jugov III            | 17 marzo 1962    | Načo Papazov (1921-1996)     | Partito Comunista Bulgaro  | 27 settembre 1962         |                   |                   |
| Jugov III            |                  |                              | Gančo Ganev (1919-?)       | Partito Comunista Bulgaro | 27 settembre 1962 | 20 novembre 1962  |
| Živkov I             | 27 novembre 1962 | 12 marzo 1966                | Gančo Ganev (1919-?)       | Partito Comunista Bulgaro |                   |                   |
| Živkov II            | 12 marzo 1966    | 27 dicembre 1968             | Gančo Ganev (1919-?)       | Partito Comunista Bulgaro |                   |                   |
| Živkov II            |                  |                              | Stefan Vasilev (1919-?)    | Partito Comunista Bulgaro | 27 dicembre 1968  | 9 luglio 1971     |
| Todorov I            | 9 luglio 1971    | 19 gennaio 1973              | Stefan Vasilev (1919-?)    | Partito Comunista Bulgaro |                   |                   |
| Todorov I            |                  |                              | Nenčo Stanev (1925)        | Partito Comunista Bulgaro | 19 gennaio 1973   | 17 giugno 1976    |
| Todorov II           | 17 giugno 1976   | 15 novembre 1977             | Nenčo Stanev (1925)        | Partito Comunista Bulgaro |                   |                   |
| Todorov II           |                  |                              | Draža Vălčeva (1930-2016)  | Partito Comunista Bulgaro | 15 novembre 1977  | 28 dicembre 1979  |
| Todorov II           |                  |                              | Aleksandăr Fol (1933-2006) | Partito Comunista Bulgaro | 28 dicembre 1979  | 18 giugno 1981    |
| Filipov              | 18 giugno 1981   | 24 marzo 1986                | Aleksandăr Fol (1933-2006) | Partito Comunista Bulgaro |                   |                   |
| Filipov              |                  |                              | Ilčo Dimitrov (1931-2002)  | Partito Comunista Bulgaro | 24 marzo 1986     | 19 giugno 1986    |
| Atanasov             | 19 giugno 1986   | 19 agosto 1987               | Ilčo Dimitrov (1931-2002)  | Partito Comunista Bulgaro |                   |                   |
| Atanasov             |                  |                              | Georgi Jordanov (1934)     | Partito Comunista Bulgaro | 19 agosto 1987    | 4 luglio 1989     |
| Atanasov             |                  |                              | Asen Hadžiolov (1930-1996) | Partito Comunista Bulgaro | 4 luglio 1989     | 8 febbraio 1990   |
| Pubblica istruzione  |                  |                              |                            |                           |                   |                   |
|                      |                  | Konstantin Kosev (1937-2020) | Partito Socialista Bulgaro | Lukanov I                 | 8 febbraio 1990   | 21 settembre 1990 |
|                      |                  | Matej Mateev (1940-2010)     | Partito Socialista Bulgaro | Lukanov II                | 21 settembre 1990 | 15 novembre 1990  |

### Repubblica di Bulgaria (1990-presente)
| Ministro                         | Ministro          | Ministro                       | Partito                                                    | Governo          | Mandato          | Mandato           |
| Ministro                         | Ministro          | Ministro                       | Partito                                                    | Governo          | Inizio           | Fine              |
| -------------------------------- | ----------------- | ------------------------------ | ---------------------------------------------------------- | ---------------- | ---------------- | ----------------- |
| Pubblica istruzione              |                   |                                |                                                            |                  |                  |                   |
|                                  |                   | Matej Mateev (1940-2010)       | Partito Socialista Bulgaro                                 | Lukanov II       | 15 novembre 1990 | 22 dicembre 1990  |
| Popov                            | 22 dicembre 1990  | Matej Mateev (1940-2010)       | Partito Socialista Bulgaro                                 | 8 novembre 1991  |                  |                   |
| Istruzione e scienza             |                   |                                |                                                            |                  |                  |                   |
|                                  |                   | Nikolaj Vasilev (1946-2014)    | Unione delle Forze Democratiche                            | Dimitrov         | 8 novembre 1991  | 30 dicembre 1992  |
|                                  |                   | Marin Todorov (1931-2016)      | Indipendente                                               | Berov            | 30 dicembre 1992 | 23 giugno 1993    |
|                                  |                   | Marko Todorov (1944)           | Indipendente                                               | Berov            | 23 giugno 1993   | 17 ottobre 1994   |
| Indžova                          | 17 ottobre 1994   | Marko Todorov (1944)           | Indipendente                                               | 25 gennaio 1995  |                  |                   |
| Istruzione, scienza e tecnologia |                   |                                |                                                            |                  |                  |                   |
|                                  |                   | Ilčo Dimitrov (1931-2002)      | Partito Socialista Bulgaro                                 | Videnov          | 25 gennaio 1995  | 12 febbraio 1997  |
|                                  |                   | Ivan Lalov (1938)              | Indipendente                                               | Sofijanski       | 12 febbraio 1997 | 21 maggio 1997    |
| Istruzione e scienza             |                   |                                |                                                            |                  |                  |                   |
|                                  |                   | Veselin Metodiev (1957)        | Unione delle Forze Democratiche                            | Kostov           | 21 maggio 1997   | 21 dicembre 1999  |
|                                  |                   | Dimităr Dimitrov (1932-2002)   | Unione delle Forze Democratiche                            | Kostov           | 21 dicembre 1999 | 24 luglio 2001    |
|                                  |                   | Vladimir Atanasov (1955)       | Movimento Nazionale Simeone Secondo                        | Sakskoburggocki  | 24 luglio 2001   | 17 luglio 2003    |
|                                  |                   | Igor Damjanov (1953-2019)      | Movimento Nazionale Simeone Secondo                        | Sakskoburggocki  | 17 luglio 2003   | 17 agosto 2005    |
|                                  |                   | Daniel Vălchev (1962)          | Movimento Nazionale per la Stabilità e il Progresso        | Stanišev         | 17 agosto 2005   | 27 luglio 2009    |
| Istruzione, gioventù e scienza   |                   |                                |                                                            |                  |                  |                   |
|                                  |                   | Jordanka Fandăkova (1962)      | Cittadini per lo Sviluppo Europeo della Bulgaria           | Borisov I        | 27 luglio 2009   | 19 novembre 2009  |
|                                  |                   | Sergej Ignatov (1960)          | Cittadini per lo Sviluppo Europeo della Bulgaria           | Borisov I        | 19 novembre 2009 | 28 gennaio 2013   |
|                                  |                   | Stefan Vodeničarov (1944-2020) | Indipendente                                               | Borisov I        | 28 gennaio 2013  | 13 marzo 2013     |
|                                  |                   | Nikolaj Milošev (1959)         | Indipendente                                               | Rajkov           | 13 marzo 2013    | 29 maggio 2013    |
| Istruzione e scienza             |                   |                                |                                                            |                  |                  |                   |
|                                  |                   | Anelija Klisarova (1961)       | Partito Socialista Bulgaro                                 | Orešarski        | 29 maggio 2013   | 6 agosto 2014     |
|                                  |                   | Rumjana Kolarova (1956)        | Indipendente                                               | Bliznaški        | 6 agosto 2014    | 7 novembre 2014   |
|                                  |                   | Todor Tanev (1957)             | Indipendente                                               | Borisov II       | 7 novembre 2014  | 3 febbraio 2016   |
|                                  |                   | Meglena Kuneva (1957)          | Movimento Bulgaria per i Cittadini                         | Borisov II       | 3 febbraio 2016  | 27 gennaio 2017   |
|                                  |                   | Nikolaj Denkov (1962)          | Indipendente                                               | Gerdžikov        | 27 gennaio 2017  | 4 maggio 2017     |
|                                  |                   | Krasimir Vălchev (1975)        | Cittadini per lo Sviluppo Europeo della Bulgaria           | Borisov III      | 4 maggio 2017    | 12 maggio 2021    |
|                                  |                   | Nikolaj Denkov (1962)          | Indipendente (2021) Continuiamo il Cambiamento (2021-2022) | Janev I          | 12 maggio 2021   | 16 settembre 2021 |
| Janev II                         | 16 settembre 2021 | Nikolaj Denkov (1962)          | Indipendente (2021) Continuiamo il Cambiamento (2021-2022) | 13 dicembre 2021 |                  |                   |
|                                  | Petkov            | Nikolaj Denkov (1962)          | Indipendente (2021) Continuiamo il Cambiamento (2021-2022) | 13 dicembre 2021 | 2 agosto 2022    |                   |
|                                  |                   | Sašo Penov (1960)              | Indipendente                                               | Donev I          | 2 agosto 2022    | 3 febbraio 2023   |
| Donev II                         | 3 febbraio 2023   | Sašo Penov (1960)              | Indipendente                                               | 6 giugno 2023    |                  |                   |
|                                  |                   | Galin Tsokov (1962)            | Indipendente                                               | Denkov           | 6 giugno 2023    | 9 aprile 2024     |
| Glavčev I                        | 9 aprile 2024     | Galin Tsokov (1962)            | Indipendente                                               | 27 agosto 2024   |                  |                   |
| Glavčev II                       | 27 agosto 2024    | Galin Tsokov (1962)            | Indipendente                                               | 16 gennaio 2025  |                  |                   |
|                                  |                   | Krasimir Vălchev (1975)        | Cittadini per lo Sviluppo Europeo della Bulgaria           | Željazkov        | 16 gennaio 2025  | in carica         |